# Султанат
Султанат е официалното име на ислямска държава или регион (провинция, регион), където държавният глава, управител на провинция или регион е султан.
Султанат е и историческа и съвременна държава в ислямския свят, отличителните белези на които са непрекъсната традиция в царуването на султан. Тези държави са от типа традиционалистки. Според ислямската правна теория султанатът е част от халифата като се оглавява от султан от местната династия по наследствен или изборен принцип.